# Charles Dickens Museum
Charles Dickens Museum är ett museum i London tillägnat författaren Charles Dickens. Museet ligger i stadsdelen Holborn, London Borough of Camden och besöks av tiotusentals personer varje år.

## Galleri

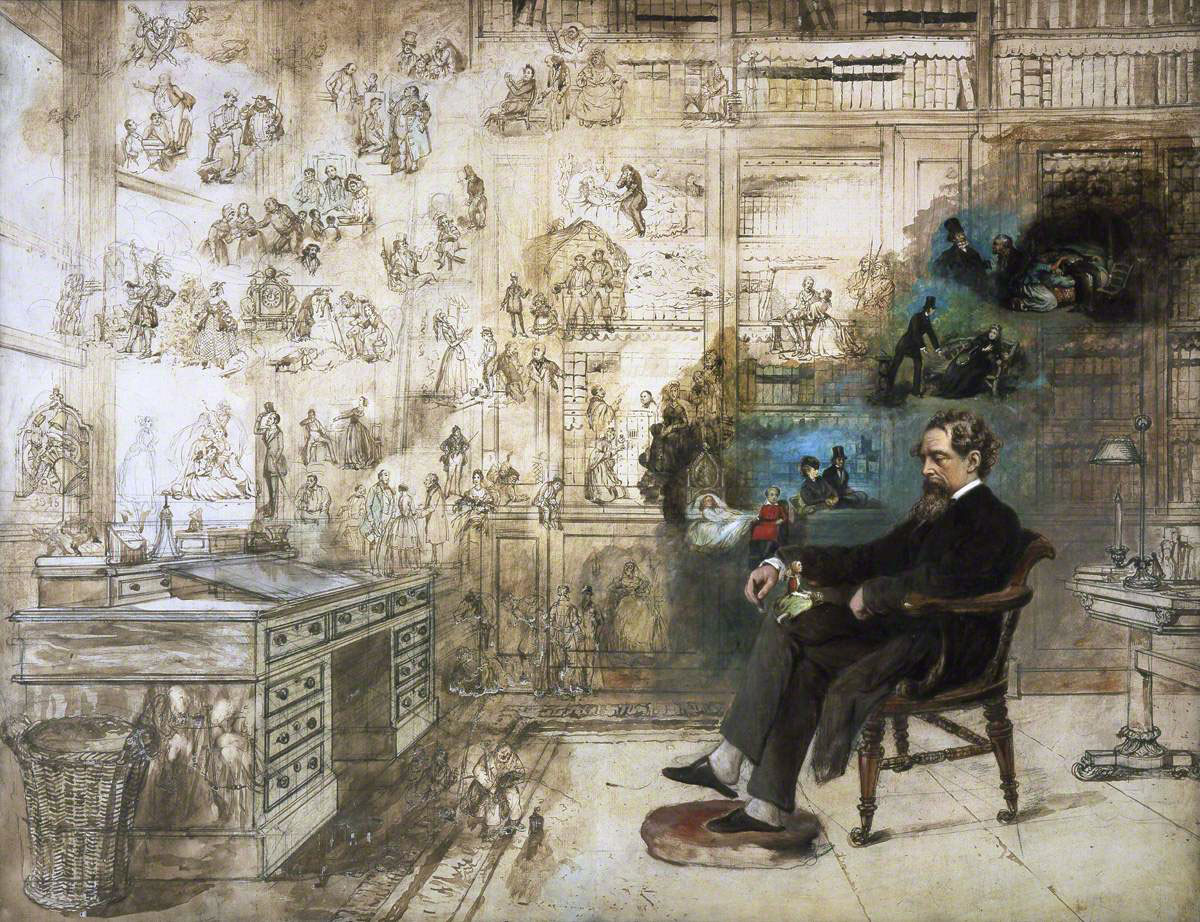
"Dickens' Dream" av Robert William Buss
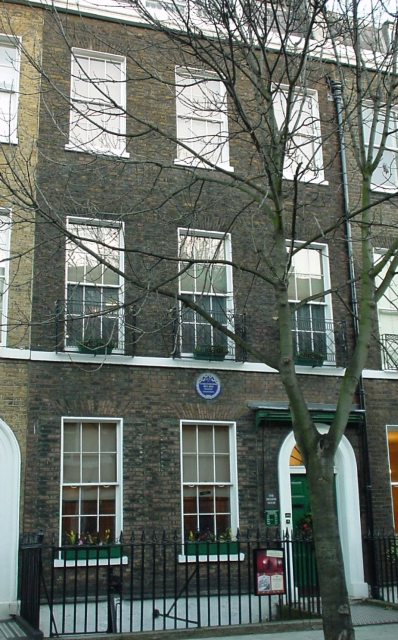
Byggnadens fasad
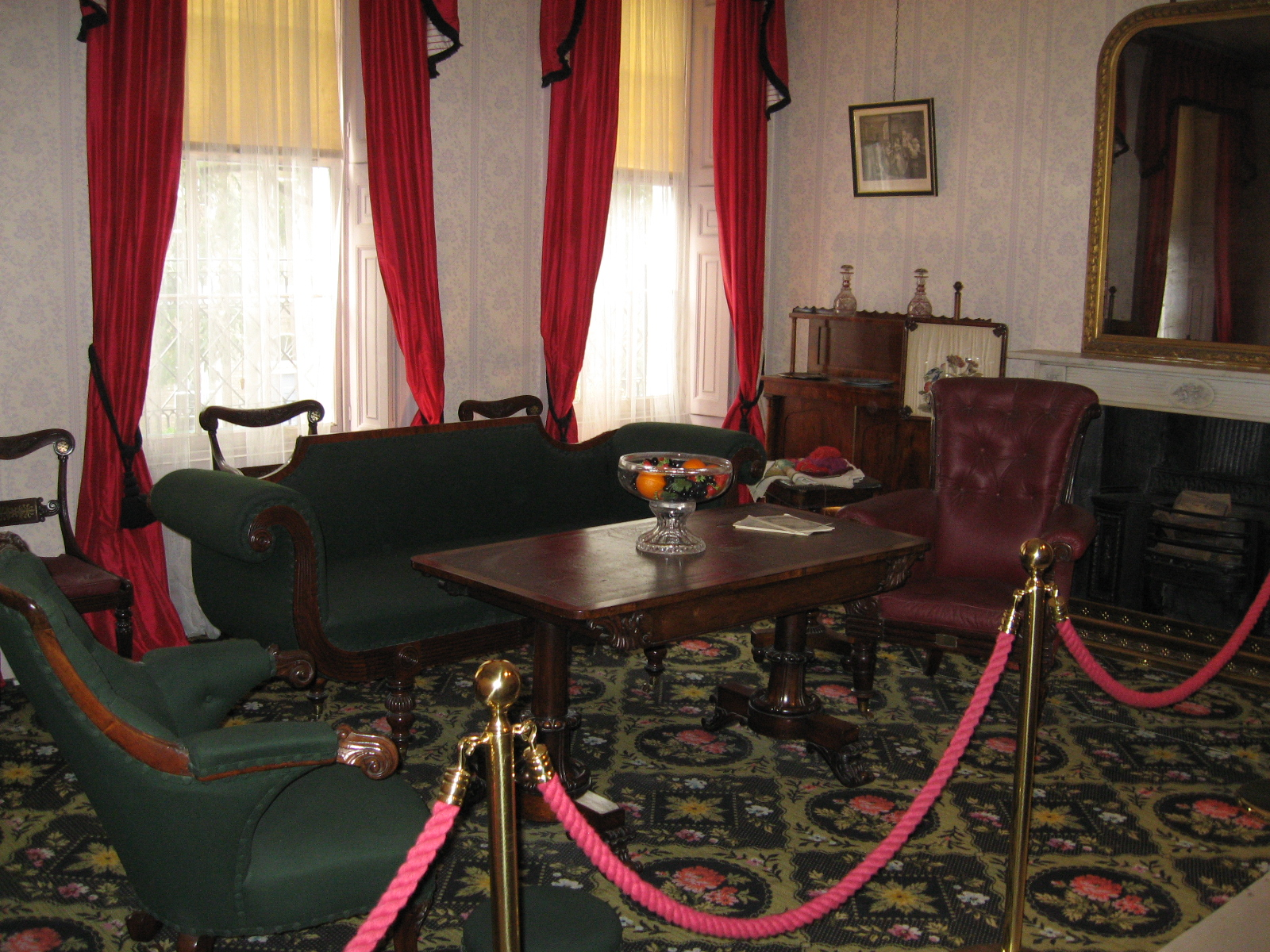
Dickens vardagsrum
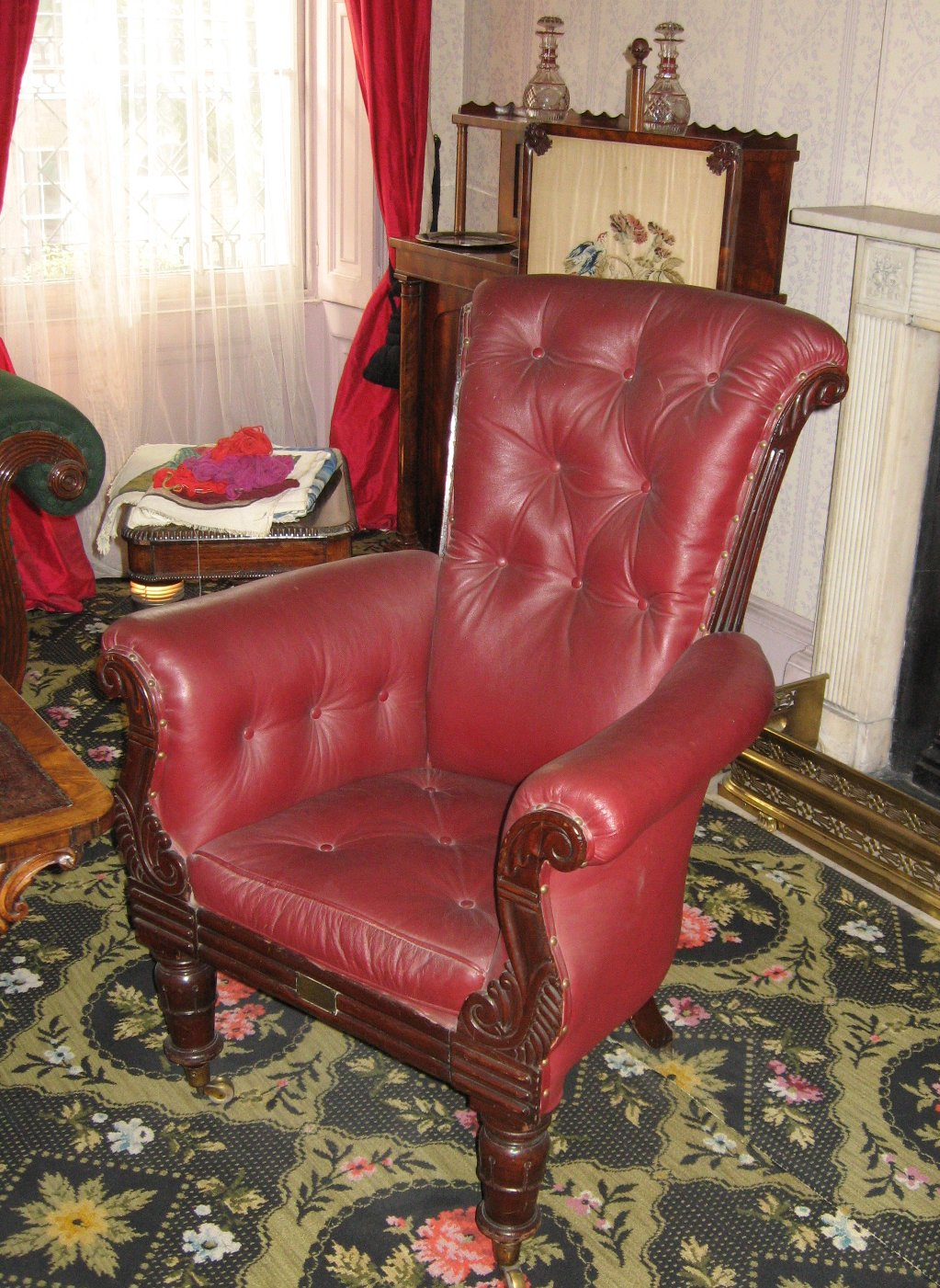
Dickens stol
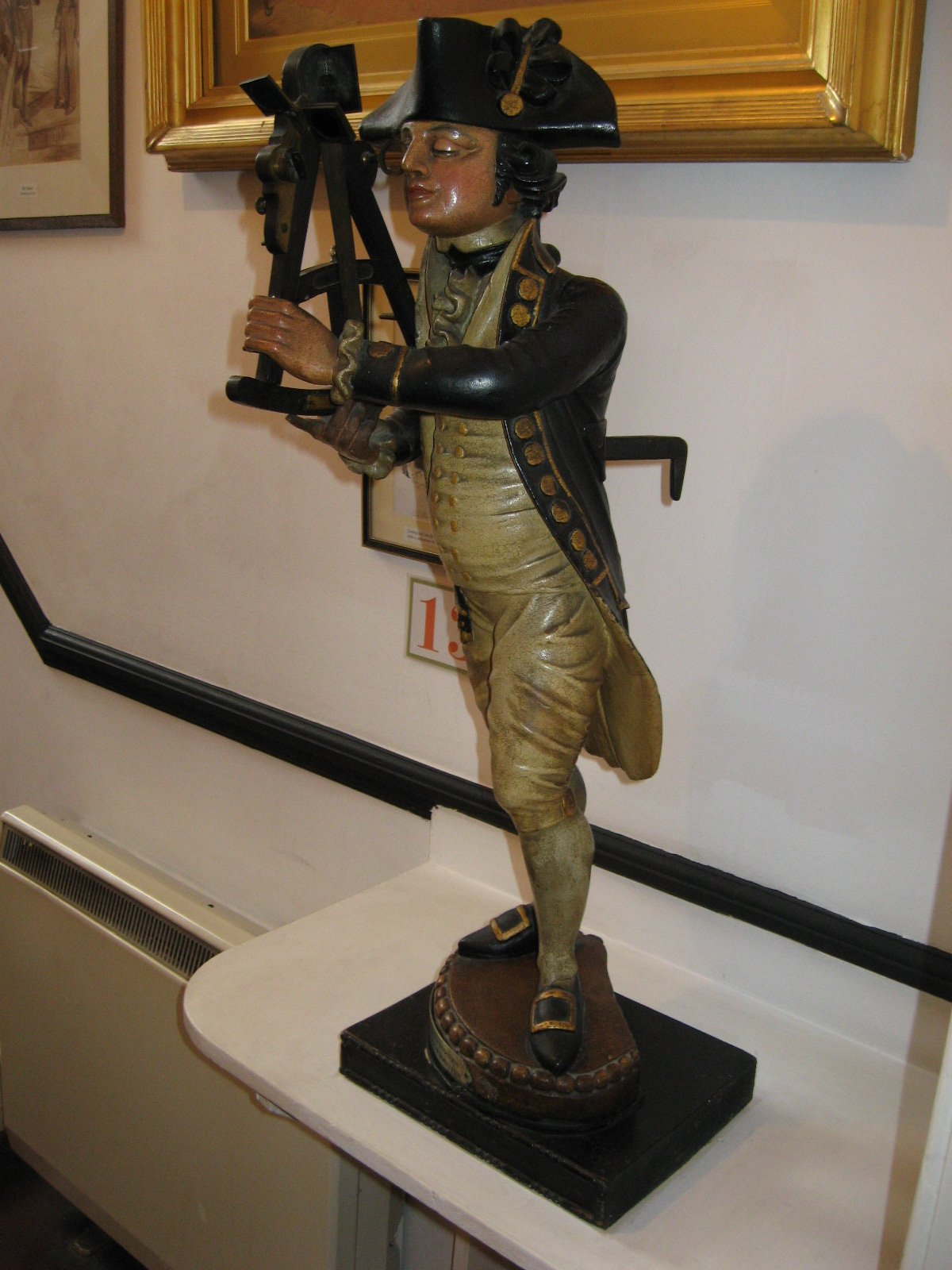
The "Little Midshipman", som omtalades i Dombey and Son